# Kaiapoi (rivière)
La rivière Kaiapoi (anglais : Kaiapoi River) est une rivière mineure du nord de la région de Canterbury, dans le district de Waimakariri, dans l’île du Sud de la Nouvelle-Zélande. C'est un affluent gauche du fleuve Waimakariri.

## Géographie
Initialement appelée rivière Cam, c’est un affluent du fleuve Waimakariri, qu’elle rejoint au niveau de l’estuaire, et qui est plus large. La rivière s’étend sur 16 km de longueur, et elle draine une surface d’environ 430 km2.
Les villes de Rangiora, Kaiapoi et Woodend sont situées sur les berges de la rivière.

## Affluents
La rivière “Kaiapoi” a plusieurs affluents :
- la Cust River (rd[note 2])

## Aménagements et écologie
Elle fut utilisée pour le flottage du bois et le transport de la laine dans les années 1890 et 1900. Il y a aussi plusieurs torrents, qui rejoignent la rivière Kaiapoi. Certains contiennent une importante population de saumons et de truites. La rivière Cam est un lieu de pèche depuis les années 1940 et conservent encore aujourd’hui une importante population de truites.